# John L. Heilbron
Pour les articles homonymes, voir Heilbron.
John Lewis Heilbron, né le 17 mars 1934 à San Francisco (Californie) et mort le 5 novembre 2023 à Padoue (Vénétie),, est un historien des sciences américain, reconnu pour ses travaux en histoire de la physique et en astronomie.

## Formation et carrière
John L. Heilbron fréquente la Lowell High School (en) à San Francisco en Californie, membre de la Lowell Forensic Society (en). Il obtient ses diplômes de physique : d'abord son bachelor of Arts en 1955, puis son Master en 1958, et son doctorat en 1964 en histoire de l'université de Californie à Berkeley. Il est étudiant de troisième cycle de Thomas Kuhn dans les années 1960, lorsque Kuhn écrit La Structure des révolutions scientifiques. Il fait partie du projet Sources for the History of Quantum Physics. 
En 1964, il est professeur assistant d'histoire à l'université de Pennsylvanie et, en 1967, il retourne à Berkeley, où il devient professeur et, en 1973, Directeur du département d'histoire des sciences et techniques. De 1990 à 1994, il est vice-chancelier puis, en 1994, vice-chancelier émérite. Il est entre autres professeur invité à l'Université Cornell de 1985 à 1991, à California Institute of Technology en 1997, et de 2002 à 2004 à l'université Yale. Depuis 1996, il est chercheur au Oxford Museum for History of Science de l'Université d'Oxford. 
Il est professeur d'histoire à l'université de Californie à Berkeley, chercheur principal au Worcester College d'Oxford. Il dirige pendant vingt-cinq ans la revue universitaire Historical Studies in the Physical and Biological Sciences (en). Il dirige, avec, Jérôme Bourdieu et Yves Winkin, la collection « Liber », fondée par Pierre Bourdieu aux éditions du Seuil.
Il supervise l'encyclopédie The Oxford Companion to the History of Modern Science (en), consacrée à l'histoire des sciences du milieu du XVIe siècle (début de la période moderne) jusqu'au début du XXIe siècle, avec la participation de Jim Bennett, James R. Bartholomew, Frederic L. Holmes, Rachel Laudan et Giuliano Pancaldi.

## Travaux

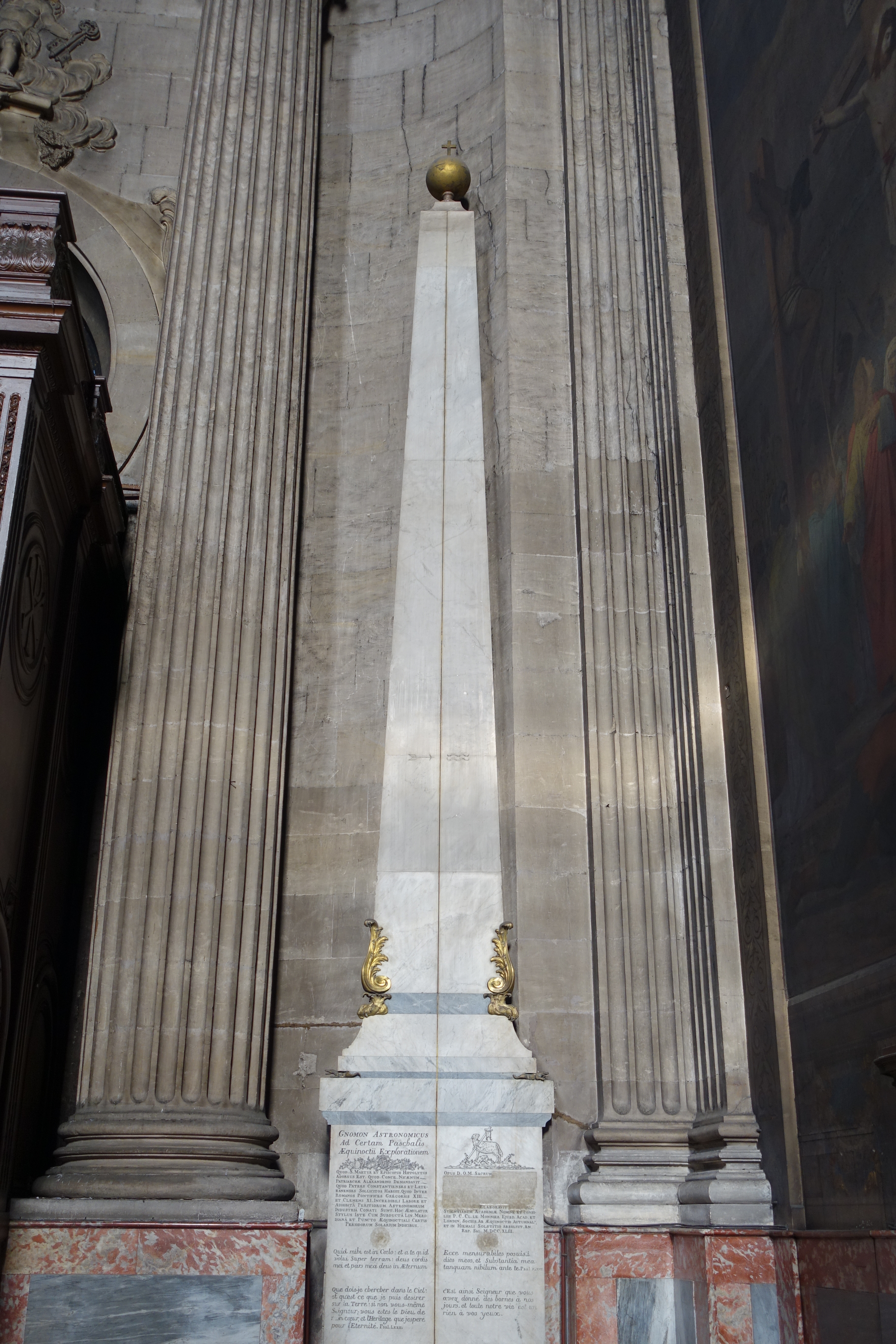
Gnomon de l'église Saint-Sulpice à Paris

Dans The Sun in the Church: Cathedrals as Solar Observatories (1999), John L. Heilbron s'intéresse notamment aux méridiennes et aux gnomons. « Il examine les observatoires solaires qui étaient installés dans plusieurs cathédrales européennes au début de la période moderne. Il a trouvé que, nonobstant l'affaire Galilée, les astronomes catholiques les ont utilisés pour apporter d'importantes contributions aux débuts de l'astronomie moderne, certaines d'entre elles ayant aidé à confirmer la thèse de Copernic ». Les méridiennes jouent un rôle important dans la mesure de la durée de l'année solaire, permettant de fixer la date de Pâques. Une des figures centrales du livre est Giovanni Domenico Cassini (1625-1712), astronome et ingénieur savoisien, naturalisé français : chargé de reconstruire la méridienne dans la basilique San Petronio de Bologne, après une première tentative par Egnatio Danti, ce qui lui permet de vérifier la « bisection de l'excentricité » de Kepler et d'obtenir les meilleures tables solaires de son époque.

## Prix et distinctions
John L. Heilbron reçoit en 2001 le prix Pfizer décerné par la History of Science Society pour un livre exceptionnel sur l'histoire des sciences, pour son ouvrage The Sun in the Church: Cathedrals as Solar Observatories (Harvard University Press, 1999),,,,.
En 1993, il est lauréat de la médaille George Sarton également décernée par l’History of Science Society. En 1988, il reçoit le prix Watson Davis and Helen Miles Davis. En 1999, il est lauréat de la médaille Alexandre Koyré et, en 2004, il reçoit la médaille Pictet de la Société de physique et d’histoire naturelle de Genève. En 2006, il reçoit le prix Abraham-Pais d'histoire de la physique, prix conjoint de la Société américaine de physique et de l'American Institute of Physics.
En 2000, il reçoit un diplôme honorifique de l'Université de Pavie, après en avoir déjà reçu un de l'Université de Bologne en 1988, et un autre encore de l'université d'Uppsala. Il bénéficie d'une Bourse Guggenheim.
John L. Heilbron est membre de l'Académie royale des sciences de Suède depuis 1987. Il est également membre de l'Académie américaine des arts et des sciences (1988), de la Société américaine de philosophie (1990), et de l'Académie Internationale d’Histoire des Sciences, dont il a également été le président.

## Publications

### Ouvrages
- 2021 : The ghost of Galileo : in a forgotten painting from the English Civil war, Oxford, Oxford University Press.
- 2018 : The History of physics : a very short introduction, New York, Oxford University Press.
- 2015 : Physics : a short history : from quintessence to quarks, Oxford, Oxford University Press.
- 2013 : Séminaire Poincaré XVII : Niels Bohr, 1913-2013, avec Thomas Bohr et Serge Haroche, Institut Henri Poincaré, Palaiseau, École Polytechnique.
- 2013 : Love, Literature, and the Quantum Atom, avec Finn Aaserud Oxford University Press (ISBN 9780199680283)
- 2011 : Jean André Deluc. Historian of Earth and Man, avec René Sigrist, Genève, Slatkine.
- 2010 : (en) John L. Heilbron, Galileo, Oxford, Oxford University Press, 2010, 508 p. (ISBN 978-0-19-958352-2, OCLC 642283198, lire en ligne)
- 2007 : « Jean-André Deluc and the fight for Bacon around 1800. », in: J.L.Heilbron, ed. Advancements of learning: Essays in honour of Paolo Rossi, Florence : Olschki.
- 2006 : John L. Heilbron, Planck : la révolution quantique, Paris, Pour la science, coll. « Les génies de la science » (no 27), 2006, 120 p. (ISBN 978-2-84245-083-0, OCLC 154943805), p. 32-120.
- 2003 : The Oxford Companion to the History of Modern Science (en) (éd.), Oxford University Press,  (ISBN 0-19-511229-6).
- 2003 : Ernest Rutherford and the Explosion of Atoms, coll. « Oxford Portraits in Science (en) », Oxford University Press,  (ISBN 0-19-512378-6).
- 2003 : John L. Heilbron (trad. de l'anglais), Astronomie et églises, Paris, Belin, coll. « Pour la Science », 2003, 367 p. (ISBN 2-7011-2814-5).
- 2000 : The dilemmas of an upright man : Max Planck and the fortunes of German science, with a new afterword, Cambridge, Massachusetts, Harvard University Press.
- 1999 : The Sun in the Church : Cathedrals as Solar Observatories. Harvard University Press,  (ISBN 0-674-85433-0). 2001 broché :  (ISBN 0-674-00536-8).
- 1999 : Electricity in the 17th and 18th Centuries: A Study of Early Modern Physics. Dover Publications,  (ISBN 0-486-40688-1).
- 1999 : 1000 ans de sciences X, XXe siècle : Particules et galaxies, avec Frank A.J.L. James et Robert Kargon, Paris, Excelsior publications.
- 1997 : Geometry Civilized: History, Culture, Technique. Oxford University Press,  (ISBN 0-19-850078-5). 2000 broché :  (ISBN 0-19-850690-2)    .
- 1993 : Weighing imponderables and other quantitative science around 1800, Berkeley, University of California Press.
- 1989 : Lawrence and His Laboratory: A History of the laboratoire Lawrence Berkeley, avec Robert W. Seidel . University of California Press,  (ISBN 0-520-06426-7).
- 1988 : Planck : 1858-1947 : une conscience déchirée, traduit en français par Nicole Dhombres, préface de Pierre-Gilles de Gennes, Paris, Belin.
- 1987 : The Nobel population 1901-1937 : a census of the nominators and nominees for the prizes in physics and chemistry, avec Elisabeth Crawford et Rebecca Ullrich, Berkeley, Californie, Office for History of Science and Technology, University of California.
- 1986 : The Dilemmas of an Upright Man: Max Planck and the Fortunes of German Science, California University Press,  (ISBN 0-520-05710-4).
- 1982 : An inventory of published letters to and from physicists, 1900-1950, avec Bruce R. Wheaton,  Berkeley, Office for History of Science and Technology, University of California.
- 1981 : Literature on the history of physics in the 20. Century, avec Bruce R. Wheaton, University of California Press.
- 1979 : Electricity in the 17th and 18th Centuries: A Study of Early Modern Physics, Presses de l'Université de Californie.  (ISBN 0-520-03478-3).
- 1975 : Physics circa 1900: Personnel, Funding, and Productivity of the Academic Establishments, avec Paul Forman (en) et Spencer R. Weart, « Historical Studies in the physical sciences », vol 5, pp 1–185.
- 1974 : H.G.J. Moseley : The Life and Letters of an English Physicist, 1887-1915, Presses de l'Université de Californie,  (ISBN 0-520-02375-7).
- 1967 : Sources for history of quantum physics : an inventory and report, avec Thomas Kuhn et Paul Forman, Philadelphia, American philosophical society.

### Édition
- 2012 : The Oxford Companion to the History of Modern Science (en), New York, Oxford University Press.
- 2011 : Jean André Deluc : historian of earth and man, avec René Sigrist, Genève, Slatkine.
- 2007 : Advancements of learning : essays in honour of Paolo Rossi, Firenze, L.S. Olschki.
- 2005 : The Oxford guide to the history of physics and astronomy, Oxford, Oxford University Press.
- 2003 : The Oxford companion to the history of modern science, avec James Bartholomew, Jim Bennett et Frederic L. Holmes, Oxford, Oxford University Press.
- 1990 : The quantifying spirit in the 18th century, avec Tore Frängsmyr et Robin E. Rider, Berkeley,  Unversity of California press.
- 1976-1978 : Science in History, avec G.L.E. Turner et Luis de Albuquerque, Leyden, Noordhoff International Publication.

### Articles
- Some connections among the heroes (À propos de certains rapports entre les héros), in: Revue d'histoire des sciences, 2001. [lire en ligne]
- Les élites scientifiques internationales. Physique et chimie dans le premier tiers du 20ème siècle, avec Elisabeth Crawford, John G. May et Rebecca Ullrich, in: Vingtième Siècle, revue d'histoire, numéro 12, 1986. [lire en ligne]
- The earliest missionaries of the Copenhagen spirit, in: Revue d'histoire des sciences, 1985. [lire en ligne]
- A propos de l'invention de la bouteille de Leyde, in: Revue d'histoire des sciences et de leurs applications, 1966. [lire en ligne]

## Citation
- « Quelle heure est-il dans le transept ? », D. Graham Burnett (en), critique de livre sur The Sun in the Church: Cathedrals as Solar Observatories, The New York Times, 24 octobre 1999.

Citation de la critique de Burnett :
« How ironic it would be if the church's seemingly backward attitude toward heliocentrism actually nurtured a powerful and emergent scientific method. »
—  D. Graham Burnett (en) ,  What Time Is It in the Transept? (Quelle heure est-il dans le transept ?) 

« Quelle ironie ce serait si l'attitude apparemment rétrograde de l'Église à l'égard de l'héliocentrisme nourrissait en fait une méthode scientifique puissante et émergente. »
— What Time Is It in the Transept? (Quelle heure est-il dans le transept ?)